# Municipio de Lower Gwynedd
El municipio de Lower Gwynedd  (en inglés: Lower Gwynedd Township) es un municipio ubicado en el condado de Montgomery en el estado estadounidense de Pensilvania. En el año 2000 tenía una población de 10.422 habitantes y una densidad poblacional de 430,9 personas por km².

## Geografía
El municipio de Lower Gwynedd se encuentra ubicado en las coordenadas 40°12′47″N 75°17′01″O / 40.21306, -75.28361.

## Demografía
Según la Oficina del Censo en 2000 los ingresos medios por hogar en la localidad eran de $74,351 y los ingresos medios por familia eran $97,991. Los hombres tenían unos ingresos medios de $71,027 frente a los $44,541 para las mujeres. La renta per cápita para la localidad era de $41,868. Alrededor del 2,7% de la población estaban por debajo del umbral de pobreza.